# حيتان مركزية الأسنان
الحيتان مركزيَّة الأسنان أو جنَّاف (الاسم العلمي: Mesoplodont whales) هي 15 نوعًا من الحيتان المسسنة ضمن جنس مركزيَّة الأسنان (الاسم العلمي: Mesoplodon)، مما يجعلها أكبر جنس في رتبة الحيتانيات.